# تشخی پود کوسیرم
تشخی پود کوسیرم (به چکی: Čechy pod Kosířem) یک منطقهٔ مسکونی در جمهوری چک است که در ناحیه پروستییوو واقع شده‌است. تشخی پود کوسیرم ۹٫۱۸ کیلومتر مربع مساحت و ۱٬۰۲۵ نفر جمعیت دارد و ۲۷۵ متر بالاتر از سطح دریا واقع شده‌است.